# 25-й отдельный инженерный полк
25-й отдельный инженерный полк Северо-Западного фронта  — воинская часть Вооружённых Сил СССР во время Великой Отечественной войны.

## История
В составе действующей армии с 22 июня 1941 года по 27 июля 1941 года.
Перед войной находился на строительстве укреплённых райнов в Прибалтике в подчинении 8-й армии. Очевидно, что в ходе наступления немецких войск частично смог отступить за Даугаву, при этом по-видимому потеряв практически всю материальную часть.
На 4 июля 1941 года имел в своём составе: командного состава – 14, младшего командного состава – 29, рядовых – 187. Всего – 230 человек. Автомашин – 2.
27 июля 1941 года полк расформирован, его личный состав обращён 14 августа 1941 года на формирование 28-го отдельного инженерного батальона.

## Подчинение
| Дата              | Фронт (округ)         | Армия      | Корпус (группа) | Примечания |
| ----------------- | --------------------- | ---------- | --------------- | ---------- |
| 22 июня 1941 года | Северо-Западный фронт | 8-я армия  | -               | —          |
| 01 июля 1941 года | Северо-Западный фронт | 27-я армия | -               | —          |
| 10 июля 1941 года | -                     | -          | -               | нет данных |